# Kleinhammer
Kleinhammer is een plaats in de Duitse gemeente Werdohl, deelstaat Noordrijn-Westfalen, en telt 1270 inwoners (2008).